# Ljutidol
Ljutidol (bulgariska: Лютидол) är ett distrikt i Bulgarien.   Det ligger i kommunen Obsjtina Mezdra och regionen Vratsa, i den västra delen av landet, 50 km nordost om huvudstaden Sofia.
I omgivningarna runt Ljutidol växer i huvudsak lövfällande lövskog. Runt Ljutidol är det ganska tätbefolkat, med 52 invånare per kvadratkilometer.